# Sparrmannia discrepans
Sparrmannia discrepans är en skalbaggsart som beskrevs av Louis Albert Péringuey 1904. Sparrmannia discrepans ingår i släktet Sparrmannia och familjen Melolonthidae. Inga underarter finns listade i Catalogue of Life.